# Sports Illustrated Sportler des Jahres
Die Auszeichnung Sports Illustrated Sportsman of the Year (deutsch Sports Illustrated Sportler des Jahres) verleiht seit 1954 die US-amerikanische Zeitschrift Sports Illustrated an „den Sportler oder das Team, dessen Leistung im vergangenen Jahr am meisten den Geist von sportlicher Fairness und Leistung verkörperte“.
Wie bei der Auszeichnung Associated Press Athlete of the Year sind auch als Sports Illustrated Sportsman of the Year Staatsbürger aller Länder wählbar, wird also der Status als „Weltsportler des Jahres“ beansprucht. Jedoch sind auch hier die Preisträger bis auf wenige Ausnahmen US-amerikanische.
| Jahr | Preisträger                            | Sportart          | Leistung / Errungenschaft |
| ---- | -------------------------------------- | ----------------- | --- |
| 1954 | Roger Bannister                        | Leichtathletik    | Weltrekord über die Meile, Erster Meilenlauf unter vier Minuten                                                                                                 |
| 1955 | Johnny Podres                          | Baseball          | World-Series-MVP |
| 1956 | Bobby Morrow                           | Leichtathletik    | Dreifacher Olympiasieger in Sprintdisziplinen |
| 1957 | Stan Musial                            | Baseball          | National League batting champion |
| 1958 | Rafer Johnson                          | Leichtathletik    | Zehnkampfweltrekord |
| 1959 | Ingemar Johansson                      | Boxen             | Weltmeister im Schwergewicht |
| 1960 | Arnold Palmer                          | Golf              | PGA-Spieler des Jahres |
| 1961 | Jerry Lucas                            | Basketball        | Most Outstanding Player des NCAA-Final-Four |
| 1962 | Terry Baker                            | American Football | Ausgezeichnet mit der Heisman Trophy |
| 1963 | Pete Rozelle                           | American Football | Erweiterung der NFL |
| 1964 | Ken Venturi                            | Golf              | US-Open-Champion |
| 1965 | Sandy Koufax                           | Baseball          | Ausgezeichnet mit dem Cy Young Award |
| 1966 | Jim Ryun                               | Leichtathletik    | Weltrekord im Meilenlauf |
| 1967 | Carl Yastrzemski                       | Baseball          | Gewinner der Triple Crown |
| 1968 | Bill Russell                           | Basketball        | NBA-Champion als Spielertrainer |
| 1969 | Tom Seaver                             | Baseball          | Ausgezeichnet mit dem Cy Young Award |
| 1970 | Bobby Orr                              | Eishockey         | NHL-MVP |
| 1971 | Lee Trevino                            | Golf              | PGA-Spieler des Jahres |
| 1972 | Billie Jean King                       | Tennis            | Drei Grand-Slam-Titel in einem Jahr gewonnen |
| 1972 | John Wooden                            | Basketball        | Coach des US-amerikanischen Basketballmeisters der NCAA Division I                                                                                              |
| 1973 | Jackie Stewart                         | Motorsport        | Formel-1-Weltmeister |
| 1974 | Muhammad Ali                           | Boxen             | Weltmeister im Schwergewicht |
| 1975 | Pete Rose                              | Baseball          | World-Series-MVP |
| 1976 | Chris Evert                            | Tennis            | Zwei Grand-Slam-Titel in einem Jahr gewonnen |
| 1977 | Steve Cauthen                          | Pferderennen      | Herausragender Jockey |
| 1978 | Jack Nicklaus                          | Golf              | The-Open-Championship-Gewinner |
| 1979 | Terry Bradshaw                         | American Football | Super-Bowl-MVP |
| 1979 | Willie Stargell                        | Baseball          | World-Series-MVP |
| 1980 | Eishockeynationalmannschaft der Männer | Eishockey         | Miracle on Ice, Olympiasieger |
| 1981 | Sugar Ray Leonard                      | Boxen             | Weltmeister im Weltergewicht |
| 1982 | Wayne Gretzky                          | Eishockey         | NHL-MVP, Gewinn der Art Ross Trophy |
| 1983 | Mary Decker                            | Leichtathletik    | Weltmeisterin im 1500- und 3000-Meter-Lauf |
| 1984 | Edwin Moses                            | Leichtathletik    | Olympiasieger im 400-Meter-Hürdenlauf |
| 1984 | Mary Lou Retton                        | Turnen            | Olympiasiegerin im Einzelmehrkampf |
| 1985 | Kareem Abdul-Jabbar                    | Basketball        | NBA-Finals-MVP |
| 1986 | Joe Paterno                            | American Football | Coach des NCAA-Gewinner-Teams |
| 1987 | „Athletes Who Care“:                   |                   | |
| 1987 | Bob Bourne                             | Eishockey         | Half Behinderten-Schulen |
| 1987 | Judi Brown                             | Leichtathletik    | Half misshandelten Kindern |
| 1987 | Kipchoge Keino                         | Leichtathletik    | Kümmerte sich um Waisenkinder |
| 1987 | Dale Murphy                            | Baseball          | Charity spokesman |
| 1987 | Chip Rives                             | American Football | Half notleidenden Kindern |
| 1987 | Patty Sheehan                          | Golf              | Half misshandelten Mädchen |
| 1987 | Rory Sparrow                           | Basketball        | Half Schulkindern |
| 1987 | Reggie Williams                        | American Football | Half Highschool-Schülern |
| 1988 | Orel Hershiser                         | Baseball          | Ausgezeichnet mit dem Cy Young Award, World-Series-MVP |
| 1989 | Greg LeMond                            | Radsport          | Sieger der Tour de France |
| 1990 | Joe Montana                            | American Football | Dreifacher Super-Bowl-MVP |
| 1991 | Michael Jordan                         | Basketball        | NBA-MVP |
| 1992 | Arthur Ashe                            | Tennis            | Unterstützte humanitäre Einsätze |
| 1993 | Don Shula                              | American Football | Erfolgreichster NFL-Coach |
| 1994 | Bonnie Blair                           | Eisschnelllauf    | Zweifache Olympiasiegerin |
| 1994 | Johann Olav Koss                       | Eisschnelllauf    | Dreifacher Olympiasieger |
| 1995 | Cal Ripken Jr.                         | Baseball          | Rekord für die meisten in Folge bestrittenen MLB-Spiele |
| 1996 | Tiger Woods                            | Golf              | Sieger der United States Amateur Championship, NCAA-Champion |
| 1997 | Dean Smith                             | Basketball        | Erfolgreichster College-Coach |
| 1998 | Mark McGwire                           | Baseball          | Home-Run-Rekord |
| 1998 | Sammy Sosa                             | Baseball          | National-League-MVP |
| 1999 | Frauennationalmannschaft               | Fußball           | FIFA-Weltmeister 1999 |
| 2000 | Tiger Woods                            | Golf              | Gewinner dreier Major-Turniere |
| 2001 | Curt Schilling                         | Baseball          | Co-World-Series-MVP |
| 2001 | Randy Johnson                          | Baseball          | Ausgezeichnet mit dem Cy Young Award, Co-World-Series-MVP |
| 2002 | Lance Armstrong                        | Radsport          | Gewinner der Tour de France, bevor diesem der Toursieg wegen Dopings aberkannt wurde                                                                            |
| 2003 | David Robinson                         | Basketball        | Zweifacher NBA-Champion |
| 2003 | Tim Duncan                             | Basketball        | NBA-MVP, NBA-Finals-MVP, NBA-Champion |
| 2004 | Boston Red Sox                         | Baseball          | Gewinner der World Series |
| 2005 | Tom Brady                              | American Football | Zweifacher Super-Bowl-MVP |
| 2006 | Dwyane Wade                            | Basketball        | NBA-Champion, NBA-Finals-MVP |
| 2007 | Brett Favre                            | American Football | Rekord für die meisten Touchdowns in der NFL insgesamt (436) |
| 2008 | Michael Phelps                         | Schwimmsport      | Achtfacher Olympiasieger |
| 2009 | Derek Jeter                            | Baseball          | Fünffacher Gewinner der World Series |
| 2010 | Drew Brees                             | American Football | Super-Bowl-MVP, karitative Arbeit für den Wiederaufbau der Stadt New Orleans                                                                                    |
| 2011 | Mike Krzyzewski                        | Basketball        | Die meisten Siege eines Coaches in der NCAA Division I der Herren                                                                                               |
| 2011 | Pat Summitt                            | Basketball        | Die meisten Karrieresiege eines Coaches in der Geschichte der National Collegiate Athletic Association (NCAA)                                                   |
| 2012 | LeBron James                           | Basketball        | NBA-MVP, NBA-Finals-MVP, NBA-Champion, Olympiagold mit der Nationalmannschaft                                                                                   |
| 2013 | Peyton Manning                         | American Football | Fünffacher NFL-MVP, Super-Bowl-MVP, Super-Bowl-Champion, Rekord für die meisten Touchdowns in einer Saison, AFC-Champion                                        |
| 2014 | Madison Bumgarner                      | Baseball          | Dreifacher Gewinner der World Series, NLCS-MVP, World-Series-MVP                                                                                                |
| 2015 | Serena Williams                        | Tennis            | 34-fache Grand-Slam-Gewinnerin (21 × Einzel, 14 × Doppel), 4-fache Olympiasiegerin (2012 im Einzel, 2000, 2008 und 2012 im Doppel), 6-facher ITF World Champion |
| 2016 | LeBron James                           | Basketball        | NBA-Finals-MVP, NBA-Champion, verhalf den Cleveland Cavaliers zur ersten Meisterschaft                                                                          |
| 2017 | José Altuve                            | Baseball          | Liga MVP, World Series Meister, verhalf den Houston Astros zur ersten Meisterschaft                                                                             |
| 2017 | J. J. Watt                             | American Football | Spendete mehr als $37 Millionen zum Wiederaufbau nach dem Hurrikan „Harvey“ in Houston                                                                          |
| 2018 | Golden State Warriors                  | Basketball        | NBA-Champion 2018 |
| 2019 | Megan Rapinoe                          | Fußball           | FIFA-Weltmeisterin 2019, Gewinnerin des Goldenen Balls und Goldenen Schuhs des Turniers                                                                         |
| 2020 | Laurent Duvernay-Tardif                | American Football | Super-Bowl-LIV-Champion, setzte die Saison aus und arbeitete während der COVID-19-Pandemie als Krankenpfleger                                                   |
| 2020 | LeBron James                           | Basketball        | NBA-Finals-MVP, setzte sich für faire US-Wahlen ein |
| 2020 | Patrick Mahomes                        | American Football | Super-Bowl-MVP, setzte sich bei der NFL für die Würdigung der Black-Lives-Matter-Bewegung ein                                                                   |
| 2020 | Naomi Ōsaka                            | Tennis            | US-Open-Siegerin, Verfechterin der sozialen Gerechtigkeit |
| 2020 | Breanna Stewart                        | Basketball        | WNBA-Finals-MVP, sprach sich gegen Rassismus und für Gleichstellung der Frauen aus                                                                              |
| 2021 | Sunisa Lee                             | Gerätturnen       | Olympiasiegerin und mehrfache Medaillengewinnerin |
|      | Caeleb Dressel                         | Schwimmen         | Mehrfacher Olympiasieger |
|      | Tom Brady                              | American Football | Super Bowl LV MVP, 7-Facher Super Bowl Champion |
| 2022 | Stephen Curry                          | Basketball        | NBA-Champion, NBA-Finals-MVP, führte die Golden State Warriors zur vierten Meisterschaft in acht Jahren                                                         |
| 2023 | Deion Sanders                          | American Football | Als neuer Cheftrainer belebte er das Footballteam der Colorado Buffaloes neu                                                                                    |
| 2024 | Simone Biles                           | Turnen            | dreimalige Olympiasiegerin, veränderte das Turnen in den USA nachhaltig                                                                                         |